# Förtroendeomröstning
En förtroendeomröstning är en formell omröstning för att ge valda ombud förtroende att fortsätta i sina ämbeten. Speciellt används det när ett lands parlament uttrycker sitt förtroende för eller missnöje med regeringen eller någon medlem däri. Om förtroendeomröstningen leder till att en majoritet mot den sittande regeringen (eller motsvarande) kallas det ofta misstroendevotum.
En förtroendeomröstning kan också utlysas av en regeringschef (eller motsvarande), för att klargöra om han eller hon har parlamentets stöd eller inte för sin regering och politik. Så har bland annat skett i Katalonien.
För att en förtroendeomröstning ska kunna fälla en sittande regering (och utlösa en misstroendeförklaring) krävs ofta en kvalificerad majoritet av de röstande.